# Жоао Соуса
Жоао Педро Коелю Мариньо де Соуса (на португалски: João Pedro Coelho Marinho de Sousa) е португалски тенисист.

## Биография
Жоао Соуса е роден на 30 март 1989 г. в Гимараеш, Португалия. Син е на Армандо Мариньо де Соуса, съдия и тенисист аматьор, и Аделаида Коелю Соуса, банков служител. Соуса има по-малък брат на име Луис Карлос. На седем години Соуса започва да играе тенис с баща си в местен клуб. През 2001 г. той печели националната титла на сингъл под 12 години, побеждавайки бъдещия си партньор за Купа Дейвис Гастао Елиас на полуфиналите, и е подгласник на двойки. През 2003 г. с партньор Гастао Елиас печели националната титла на двойки до 14 години.
Идоли в младостта му са Пийт Сампрас, Хуан Карлос Фереро и Роджър Федерер. Владее португалски, испански, каталонски, английски, френски и италиански. От 2008 г. Соуса се среща с Джулия Вилануева, с която се запознава по време на обучението си в Барселона.
Соуса и семейството му управляват хотел „Conquistador Palace“ в родния му град Гимараеш. Хотелът отваря врати на 13 ноември 2021 г.

## Кариера
Жоао Соуса достигна най-високо в кариерата си класиране на сингъл в ранглистата на ATP до номер 28 на 16 май 2016 г. и на двойки до номер 26 на 13 май 2019 г. Непрекъснато се класира в топ 100 на света между юли 2013 г. и март 2021 г. и печели четири титли на сингъл от ATP Тур. Често е смятан за най-добрия португалски тенисист на всички времена.

## Кариерна статистика

### ATP финали (4 титли; 12 финала)
|        | П–З | Година | Турнир                | Клас      | Настилка   | Опонент               | Резултат                |
| ------ | --- | ------ | --------------------- | --------- | ---------- | --------------------- | ----------------------- |
| Победа | 1–0 | 2013   | Малайзия Оупън        | 250 серии | Твърда (з) | Жулиен Бенето         | 2–6, 7–5, 6–4           |
| Загуба | 1–1 | 2014   | Швеция Оупън          | 250 серии | Клей       | Пабло Куевас          | 2–6, 1–6                |
| Загуба | 1–2 | 2014   | Мозел Оупън           | 250 серии | Твърда (з) | Давид Гофен           | 4–6, 3–6                |
| Загуба | 1–3 | 2015   | Женева Оупън          | 250 серии | Клей       | Томас Белучи          | 6–7(4–7), 4–6           |
| Загуба | 1–4 | 2015   | Хърватия Оупън        | 250 серии | Клей       | Доминик Тийм          | 4–6, 1–6                |
| Загуба | 1–5 | 2015   | Санкт Петербург Оупън | 250 серии | Твърда (з) | Милош Раонич          | 3–6, 6–3, 3–6           |
| Победа | 2–5 | 2015   | Валенсия Оупън        | 250 серии | Твърда (з) | Роберто Баутиста Агут | 3–6, 6–3, 6–4           |
| Загуба | 2–6 | 2017   | ATP Окланд Оупън      | 250 серии | Твърда     | Джак Сок              | 3–6, 7–5, 3–6           |
| Загуба | 2–7 | 2017   | Австрия Оупън Кицбюел | 250 серии | Клей       | Филип Колшрайбер      | 3–6, 4–6                |
| Победа | 3–7 | 2018   | Ещорил Оупън          | 250 серии | Клей       | Френсис Тиафо         | 6–4, 6–4                |
| Победа | 4–7 | 2022   | Махаращра Оупън       | 250 серии | Твърда     | Емил Руусувуори       | 7–6(11–9), 4–6, 6–1     |
| Загуба | 4–8 | 2022   | Женева Оупън          | 250 серии | Клей       | Каспер Рууд           | 6–7(3–7), 6–4, 6–7(1–7) |